# Melaniparus leucomelas
El carbonero aliblanco (Melaniparus leucomelas) es una especie de ave paseriforme de la familia Paridae endémica propia de África.

## Descripción
Su plumaje es principalmente negro, con una mancha blanca en las alas, pero se diferencia de su congénere norteño el carbonero guineano (Melaniparus guineensis), con el que a veces es considerado conespecífico, en que tiene los ojos oscuros.

## Taxonomía
Carbonero aliblanco anteriormente era una de las muchas especies clasificadas en el género Parus, pero fue separado al género Melaniparus, después de que un análisis filogenético molecular publicado en 2013, demostrara que los integrantes de este nuevo género formaban un clado distinto.

## Distribución y hábitat
Se encuentra en las sabanas y zonas de matorral una franja comprendida entre el sur de África central y el norte de África austral, desde Angola hasta Tanzania, además de las zonas de matorral de montaña de Etiopía.